# 31 mai en sport
31 avril 31 juin
Chronologies thématiques
- Croisades
- Ferroviaires
- Disney

Le 31 mai (151e jour de l'année ou 152e en cas d'année bissextile) en sport.

## Événements

### XVIIesiècle
- 1601 :
  - (Joute nautique) :  premier tournoi de joutes nautiques à Agde.

### XIXesiècle
- 1863 :
  - (Football) : fondation du club de football anglais de Stoke City basé à Stoke-on-Trent dans le Staffordshire[1].
- 1868 :
  - (Cyclisme) : course cycliste dans les allées de Saint-Cloud organisée par le Véloce Club de Paris. le Britannique James Moore s’impose sur les 1 200 m du parcours. Selon de nombreux historiens, c’est la première course cycliste de l’histoire.
- 1882 :
  - (Baseball) : plus de 10 000 spectateurs assistent à la rencontre universitaire entre Yale et Princeton au Polo Grounds de New York.
- 1886 :
  - (Baseball) : pour la première fois, plus de 20 000 spectateurs sont recensés à une rencontre de Ligue majeure : ils sont 20 632 à assister au match Detroit Wolverines - New York Giants au Polo Grounds.
- 1890 :
  - (Athlétisme) : Inter-Colonial Meet, premier grand meeting d’athlétisme en Australie (Moore Park, Sydney).

### XXesièclede1901à1950
- 1903 :
  - (Football) : le VfB Leipzig est le premier champion d'Allemagne.
- 1914 :
  - (Sport automobile) : Grand Prix automobile de Russie.
- 1915 :
  - (Sport automobile) : 500 miles d'Indianapolis.
- 1919 :
  - (Sport automobile) : 500 miles d'Indianapolis.
- 1920 :
  - (Sport automobile) : 500 miles d'Indianapolis.
- 1926 :
  - (Sport automobile) : 500 miles d'Indianapolis.
- 1931 :
  - (Football) : première journée du premier championnat professionnel d'Argentine.
- 1936 :
  - (Sport automobile) : Grand Prix des Frontières.

### XXesièclede1951à2000
- 1953 :
  - (Football) : le Lille OSC remporte la Coupe de France en s'imposant 2-1 en finale face au FC Nancy.
- 1954 :
  - (Formule 1) : 500 miles d'Indianapolis.
- 1959 :
  - (Formule 1) : troisième grand prix de la saison 1959 aux Pays-Bas, remporté par Jo Bonnier sur BRM.
- 1965 :
  - (Sport automobile) : proche du succès lors des deux éditions précédentes, le pilote écossais Jim Clark remporte, sur une Lotus-Ford du Team Lotus, les 500 miles d'Indianapolis devant les Américains Parnelli Jones (2e) et Mario Andretti (3e). Il s'agit du premier succès à Indianapolis d'une voiture à moteur arrière !
- 1967 :
  - (Football) : le Bayern Munich remporte la Coupe d'Europe des vainqueurs de coupe en s'imposant 1-0 en finale face au Rangers FC.
- 1970 :
  - (Football) : l'AS Saint-Étienne remporte la Coupe de France en s'imposant 5-0 en finale face au FC Nantes.
  - (Football) : ouverture au Mexique de la Coupe du monde de football 1970.
- 1972 :
  - (Football) : l'Ajax Amsterdam remporte la Coupe des clubs champions européens en s'imposant 2-0 en finale face à l'Inter Milan.
- 1975 :
  - (Rallye automobile) : arrivée du Rallye de l'Acropole.
- 1979 :
  - (Rallye automobile) : arrivée du Rallye de l'Acropole.
- 1981 :
  - (Formule 1) : Grand Prix automobile de Monaco.
- 1986 :
  - (Athlétisme) : Stefka Kostadinova porte le record du monde du saut en hauteur à 2,08 m.
  - (Football) : ouverture au Mexique de la Coupe du monde de football 1986.
  - (Sport automobile) : départ de la cinquante-quatrième édition des 24 Heures du Mans.
- 1987 :
  - (Formule 1) : Grand Prix automobile de Monaco.
- 1992 :
  - (Formule 1) : Grand Prix automobile de Monaco.
- 1997 :
  - (Rugby à XV) : le Stade Toulousain remporte le Championnat de France de rugby en s'imposant 12-6 en finale face au CS Bourgoin-Jallieu.

### XXIesiècle
- 2002 :
  - (Football) : ouverture de la XVIIe Coupe du monde de football au Japon et en Corée du Sud.
- 2003 :
  - (Football) : L'AJ Auxerre remporte la Coupe de France en s'imposant 2-1 en finale face au Paris Saint-Germain.
- 2008 :
  - (Athlétisme) : Usain Bolt bat le record du monde du 100 mètres en 9,72 s à New-York.
- 2013 :
  - (Football) : les Girondins de Bordeaux remporte leurs 4e Coupe de France, la première depuis 1987, en battant Évian Thonon Gaillard FC sur le score de 3 à 2 en finale, au Stade de France.
- 2014 :
  - (Rugby à XV) : 22 ans après son dernier titre hexagonal, Toulon remporte la finale du Top 14 face à Castres (18-10), au Stade de France. Les Varois réalisent le doublé Coupe d'Europe-Championnat de France. Un doublé dont les Tarnais les avaient privé l'an dernier. Ce match marque aussi les adieux de l'international anglais Jonny Wilkinson, auteur de 15 points.
- 2015 :
  - (Cyclisme sur route /Tour d'Italie) : au terme d'une dernière étape entre Turin et Milan remportée par Iljo Keisse, Alberto Contador remporte la 98e édition du Giro.
  - (Rugby à XV /Équipe de France) : c’est officiel. Guy Novès sera le futur manager-sélectionneur du XV de France. Il prendra ses fonctions début novembre, soit après la Coupe du monde 2015 en Angleterre.
- 2025 :
  - (Football /Ligue des champions) : vainqueur aisé de l'Inter Milan en finale 5-0, le PSG décroche sa première Ligue des champions tant attendue[2].

## Naissances

### XIXesiècle
- 1870 :
  - Paul Lebreton, joueur de tennis français. († 21 juin 1956).
- 1881 :
  - Heinrich Burger, patineur artistique de couple allemand. Champion olympique aux Jeux de Londres 1908. Champion du monde de patinage artistique de couple 1908 et 1910. († 27 avril 1942).

### XXesièclede1901à1950
- 1909 :
  - Art Coulter, hockeyeur sur glace canadien. († 14 octobre 2000).
- 1910 :
  - Louis Thiétard, cycliste sur route français. († 21 janvier 1998).
- 1921 :
  - Reece Tatum, basketteur et joueur de baseball américain. († 18 janvier 1967).
  - Bolek Tempowski, footballeur franco-hongrois. (1 sélection avec l'équipe de France).  († 5 décembre 2008).
- 1923 :
  - Jozef Mannaerts, footballeur belge. (1 sélection en équipe nationale). († 22 octobre 2012).
- 1924 :
  - Jean Debuf, haltérophile français. Médaillé de bronze des −90 kg aux Jeux de Melbourne 1956. († 6 octobre 2010).
- 1929 :
  - Joseph Bernardo, nageur français. Médaillé de bronze du relais 4×200m nage libre aux Jeux de Londres 1948 et aux Jeux d'Helsinki 1952. († 6 décembre 2023).
- 1940 :
  - Anatoliy Bondarchuk, athlète de lancers puis entraîneur soviétique puis ukrainien. Champion olympique du marteau aux Jeux de Munich 1972 puis médaillé de bronze aux Jeux de Montréal 1976. Champion d'Europe d'athlétisme du marteau 1969. Détenteur du Record du monde du lancer du marteau du 20 septembre au 4 septembre 1971.
  - Dino Zandegù, cycliste sur route italien. Champion du monde de cyclisme sur route du contre la montre par équipes 1962. Vainqueur du Tour des Flandres 1967.
- 1943 :
  - Joe Namath, joueur de football U.S américain.
  - Jean-Marie Bonal, joueur de rugby à XV français. Vainqueur du Grand Chelem 1968. (14 sélections en équipe de France).
  - Daniel Robin, lutteur français. Médaillé d'argent des 78 kg en gréco-romaine et des −78 kg en libre aux Jeux de Mexico 1969. Champion du monde de lutte libre des −78 kg 1967. Champion d'Europe de lutte libre des −78 kg 1968. († 23 mai 2018).
- 1949 :
  - Tapio Kantanen, athlète de haies finlandais. Médaillé de bronze du 3 000m steeple aux Jeux de Munich 1972.

### XXesièclede1951à2000
- 1951 :
  - Karl-Hans Riehm, athlète allemand.
- 1954 :
  - Jocelyne Triadou, judokate puis entraîneur française. Championne du monde de judo des −72 kg 1980. Championne d'Europe de judo toutes catégories 1977, championne d'Europe de judo des −72 kg 1979, 1980, 1981 et 1982.
- 1959 :
  - Andrea De Cesaris, pilote de F1 italien († 5 octobre 2014).
- 1960 :
  - Peter Winterbottom, joueur de rugby à XV anglais. Vainqueur des Grand Chelem 1991 et 1992. (58 sélections en équipe nationale).
- 1962 :
  - Philippe Gache, pilote de courses automobile français.
- 1963 :
  - Laudelino Cubino, cycliste sur route espagnol.
- 1967 :
  - Kenny Lofton, joueur de baseball américain.
- 1972 :
  - Sébastien Barberis, footballeur puis dirigeant sportif suisse.
  - Frode Estil, skieur de fond norvégien. Champion olympique du 20 km classique et du relais 4 × 10 km puis médaillé d'argent du 15 km classique aux Jeux de Salt Lake City 2002, médaillé d'argent du 30 km classique aux Jeux de Turin 2006. Champion du monde de ski de fond du relais 4 × 10 km 2001, 2003 puis Champion du monde de ski de fond du 50 km classique et du relais 4 × 10 km 2005.
- 1973 :
  - Kate Howey, judokate britannique. Médaillée de bronze des −66 kg aux Jeux de Barcelone 1992 puis médaillée d'argent des −70 kg aux Jeux de Sydney 2000. championne du monde de judo des −66 kg 1997.
  - Nina Lemesh, biathlète ukrainienne.
  - Dominique Monami, joueuse de tennis belge. Médaillée de bronze du double aux Jeux de Sydney 2000.
- 1974 :
  - Chad Campbell, golfeur américain.
  - Erwan Tabarly, navigateur français.
- 1975 :
  - Mickaël Borot, taekwondoïste français. Champion d'Europe de taekwondo des +86 kg 2006.
  - Rosalie Gangué, athlète de demi-fond tchadienne.
  - Henri Lacroix, joueur de pétanque français. Champion du monde de pétanque 2001, 2002, 2003, 2005, 2007, 2008, 2010 et 2012.
  - Toni Nieminen, sauteur à ski finlandais. Champion olympique du grand tremplin et du tremplin par équipes puis médaillé de bronze du petit tremplin aux Jeux d'Albertville 1992.
  - Emmanuel Jonnier, skieur de fond français.
- 1976 :
  - Roar Ljøkelsøy, sauteur à ski norvégien. Médaillé de bronze du petit tremplin et du tremplin par équipes aux Jeux de Turin 2006. Champion du monde de vol à ski en individuel et par équipes 2004 et 2006.
- 1977 :
  - Domenico Fioravanti, nageur italien. Champion olympique du 100 et 200 m brasse aux Jeux de Sydney 2000. Champion d'Europe de natation du 100 m brasse 1999 et 2000.
  - Brice Miguel, joueur de rugby à XV puis entraîneur français. Vainqueur du Challenge européen 2007.
- 1978 :
  - Yohan Ploquin, handballeur français. Champion d'Europe de handball 2006. (89 sélections en équipe de France.
- 1980 :
  - Johnny Aubert, pilote de motocross, d'enduro et de rallye-raid français.
  - Edith Bosch, judokate néerlandaise. Médaillée d'argent des -70kg aux Jeux d'Athènes 2004 puis de bronze aux Jeux de Pékin 2008 et aux Jeux de Londres 2012. Championne du monde de judo des -70kg 2005. Championne d'Europe de judo des -70kg 2004, 2011 et 2012.
- 1981 :
  - Jake Peavy, joueur de baseball américain.
  - Andreas Linger, lugeur autrichien. Champion olympique en double aux Jeux de Turin 2006, aux Jeux de Vancouver 2010 puis médaillé d'argent du double aux Jeux de Sotchi 2014. Champion du monde de luge en double 2003, 2011 et 2012. Champion d'Europe de luge en double 2010.
  - Marlies Schild, skieuse autrichienne. Médaillée d'argent du combiné et de bronze du slalom aux Jeux de Turin 2006 puis médaillée d'argent du slalom aux Jeux de Vancouver 2010 et aux Jeux de Sotchi 2014. Championne du monde de ski alpin de la coupe des nations 2007 puis championne du monde de ski alpin du slalom 2011.
- 1983 :
  - Denis Kouliach, hockeyeur sur glace russe.
- 1984 :
  - Andrew Bailey, joueur de baseball américain.
  - Milorad Čavić, nageur serbe. Médaillé d'argent du 100 m papillon aux Jeux de Pékin 2008. Champion du monde de natation du 50 m papillon 2009. Champion d'Europe de natation du 50 m papillon 2008 et champion d'Europe de natation du 100 m papillon 2012.
  - Nate Robinson, basketteur américain.
  - Daniela Samulski, nageuse allemande († 22 mai 2018).
  - Oswaldo Vizcarrondo, footballeur vénézuélien. (69 sélections en équipe nationale).
- 1985 :
  - María Laura Fortunato, arbitre de football argentine.
  - Ían Vouyoúkas, basketteur grec. Vainqueur de l'Euroligue de basket-ball 2011. (46 sélections en équipe nationale).
- 1986 :
  - Robert Gesink, cycliste sur route néerlandais. Vainqueur du Tour d'Oman 2011.
- 1987 :
  - Shane Edwards, basketteur américain.
- 1989 :
  - Élodie Lorandi, nageuse française. Médaillé d'argent du 200 m 4 nages aux Jeux de Pékin 2008 et championne olympique du 400m S10, médaillée d'argent du 100m S10 et de bronze du 50 m S10 aux Jeux de Londres 2012.
  - Marco Reus, footballeur allemand. (29 sélections en équipe nationale).
- 1990 :
  - Erik Karlsson, hockeyeur sur glace suédois. Médaillé d'argent aux Jeux de Sotchi 2014.
  - Pape Paye, footballeur franco-sénégalais.
  - Kwame Vaughn, basketteur américain.
- 1992 :
  - Farhiya Abdi, basketteuse suédoise. (5 sélections en équipe nationale).
  - Michaël Bournival, hockeyeur sur glace canadien.
- 1993 :
  - Davide Martinelli, cycliste sur route italien.
- 1994 :
  - Thiago Monteiro, joueur de tennis brésilien.
  - Devin Williams, basketteur américain.
- 1995 :
  - Arthur Bonneval, joueur de rugby à XV et de rugby à sept français. (10 sélections avec l'Équipe de France de rugby à sept).
  - Romain Le Gac, patineur artistique de danse sur glace français.
  - Myrto Uzuni, footballeur albanais. (35 sélections en équipe nationale).
- 1996 :
  - Carlo Di Benedetto, rink hockeyeur français.
- 1997 :
  - Selevasio Tolofua, joueur de rugby à XV français. Vainqueur de la Coupe d'Europe 2021. (2 sélections en équipe de France).
- 1998 :
  - David Douděra, footballeur tchèque. (11 sélections en équipe nationale).
- 1999 :
  - Eoghan Barrett, joueur de rugby à XV irlandais.
  - Jarrad Drizners, cycliste sur route australien.
  - Michal Sadílek, footballeur tchèque. (24 sélections en équipe nationale).
  - Sam Vines, footballeur américain. (9 sélections en équipe nationale).
- 2000 :
  - Pedro Ganchas, footballeur portugais.

### XXIesiècle
- 2001 :
  - Julián Malatini, footballeur argentin.
  - Iga Świątek, joueuse de tennis polonaise. Médaillée de bronze du simple aux Jeux de Paris 2024. Victorieuse des tournois de Roland Garros 2020, 2022, 2023 et 2024, de l'US Open 2022 et du Masters 2023.
- 2003 :
  - Lei Peifan, joueur de snooker chinois.
  - Pierre Thierry, cycliste sur route français.
- 2004 :
  - Kang Sang-yoon, footballeur sud-coréen.
  - Rayan Rupert, basketteur français.

## Décès

### XXesièclede1901à1950
- 1946 :
  - Joseph Martinez, 68 ans, gymnaste français. Champion du monde de gymnastique artistique du concours général individuel et par équipes, de la barre fixe, des barres parallèles puis des anneaux 1903, champion du monde de gymnastique artistique du concours général par équipes, des barres parallèles puis de la barre fixe 1905 et champion du monde de gymnastique artistique du concours général par équipes, des barres parallèles puis de la barre fixe 1909. († 31 mars 1878).

### XXesièclede1951à2000
- 1970 :
  - Terry Sawchuk, 40 ans, hockeyeur sur glace canadien. (° 28 décembre 1929).
- 1978 :
  - József Bozsik, 52 ans, footballeur hongrois. Champion olympique aux Jeux d'Helsinki 1952. (101 sélections en équipe nationale). (° 28 novembre 1925).
- 1981 :
  - Michel Rougerie, 31 ans, pilote de moto français. (3 victoires en Grand Prix). (° 21 avril 1950).
- 1983 :
  - Jack Dempsey, 87 ans, boxeur américain. Champion du monde poids lourds de boxe de 1919 à 1926. (° 24 juin 1895).
- 1991 :
  - Hans Schwartz, 78 ans, footballeur allemand. (2 sélections en équipe nationale). (° 1er mars 1913).
- 1993 :
  - Satoshi Miyazaki, 54 ans, karatéka japonais. (° 17 juin 1938).

### XXIesiècle
- 2003 :
  - Nicolas Barone, 72 ans, cycliste sur route français. (° 6 mars 1932).
- 2007 :
  - Emmanuel Hostache, 31 ans, bobeur, athlète de lancers et haltérophile français. Médaillé de bronze en bob à 4 aux Jeux de Nagano en 1998. Champion du monde de bob à 4 1999. (° 18 juillet 1975).
- 2011 :
  - Pauline Betz, 91 ans, joueuse de tennis américaine. Victorieuse des US Open 1942, 1943, 1944 et 1946 puis du tournoi de Wimbledon 1946. (° 6 août 1919 2011).
- 2015 :
  - François Mahé, 84 ans, cycliste sur route français. (° 2 septembre 1930).